# Coupe du joueur offensif de l’année
La Coupe du joueur offensif de l’année était remise au meilleur joueur de hockey sur glace de la Ligue de hockey junior majeur du Québec (LHJMQ) dans le secteur offensif.

## Anciennes dénominations
Le trophée a porté plusieurs noms depuis sa création :
- De 1989-1990 à 1993-1994 : coupe Shell - Offensif
- De 1994-1995 à 1996-1997 : coupe Ford - Offensif
- De 1997-1998 à 2005-2006 : coupe Telus - Offensif

## Lauréats
Les joueurs suivants ont remporté la coupe :
- Coupe Shell :
  - 1989-1990 - Patrick Lebeau, Tigres de Victoriaville
  - 1990-1991 - Yanic Perreault, Draveurs de Trois-Rivières
  - 1991-1992 - Martin Gendron, Laser de Saint-Hyacinthe
  - 1992-1993 - René Corbet, Voltigeurs de Drummondville
  - 1993-1994 - Yanick Dubé, Titan de Laval
- Coupe Ford :
  - 1994-1995 - Sébastien Bordeleau, Olympiques de Hull
  - 1995-1996 - Daniel Brière, Voltigeurs de Drummondville
  - 1996-1997 - Pavel Rosa, Olympiques de Hull
- Coupe Telus :
  - 1997-1998 - Pierre Dagenais, Huskies de Rouyn-Noranda
  - 1998-1999 - James Desmarais, Huskies de Rouyn-Noranda
  - 1999-2000 - Brad Richards, Océanic de Rimouski
  - 2000-2001 - Simon Gamache, Foreurs de Val-d'Or
  - 2001-2002 - Pierre-Marc Bouchard, Saguenéens de Chicoutimi
  - 2002-2003 - Pierre-Luc Sleigher, Tigres de Victoriaville
  - 2003-2004 - Sidney Crosby, Océanic de Rimouski
  - 2004-2005 - Sidney Crosby, Océanic de Rimouski
  - 2005-2006 - Aleksandr Radoulov, Remparts de Québec